# Nokturi
Nokturi, tidigare kallat nykturi, betyder att man vaknar en eller flera gånger på natten på grund av att man behöver kasta vatten, och varje blåstömning föregås och efterföljs av sömn. Nokturi är ett underdiagnostiserat problem som ökar med åldern. Dels leder nokturi till försämrad sömnkvalitet, dels kan det vara ett tecken på ett underliggande problem.
Nokturi kan bero på att personen under natten producerar mycket urin (nokturn polyuri) eller på att personen under hela dygnet har större urinmängd (polyuri), vilket kan bero på hjärtsvikt, diabetes, läkemedel, eller att man dricker mycket på kvällen. Problemet kan också bero på att urinblåsan har sämre förmåga att hålla urin, exempelvis till följd av urinvägsinfektion, interstitiell cystit, benign prostatahyperplasi (för män), blockeringar (obstruktion) i urinvägarna, eller överaktiv blåsa.
Nokturi är den vanligaste formen av nedre urinvägssymptom (LUTS). Förekomsten av tillståndet underskattas ofta, men drabbar såväl kvinnor som män av alla åldrar. I Sverige, Storbritannien och USA lider cirka 76 procent av alla kvinnor och 69 procent av alla män av nokturi. Dessa siffror baseras på en internetpanel bestående av 2 500 svenskar, 7 500 britter och 20 000 amerikaner. I studier på området har forskare kommit fram till att mellan 4 och 18 procent av alla kvinnor i 20- och 30-årsåldern urinerar minst två gånger per natt. Denna siffra ökar till mellan 28 och 62 procent hos kvinnor i 70- och 80-årsåldern. För män ligger motsvarande siffror på liknande nivåer. Mellan 2 och 17 procent av männen i 20- och 30-årsåldern rapporterar att de urinerar minst två gånger per natt. Motsvarande siffra för män i 70- till 80-årsåldern är 29 till 59 procent.